# Incidente ferroviario di Città della Pieve
L'incidente ferroviario di Città della Pieve fu uno scontro tra un treno merci e un treno espresso avvenuto poco dopo la mezzanotte del 13 marzo 1995 sul deviatoio di confluenza della interconnessione Chiusi sud della "Direttissima Roma-Firenze" nella "Linea Lenta" nei pressi della stazione di Città della Pieve.
.

## Dinamica dei fatti
Il 14 marzo 1995, alle ore 0:10 circa, il treno merci 77342 che percorreva la Linea Lenta in direzione Nord, non si fermava al segnale del secondo bivio Chiusi Sud disposto a via impedita, per la precedenza all'espresso 822 che usciva dalla Direttissima per effettuare la regolare fermata a Chiusi. A causa di questo evento, all'altezza dello scambio del suddetto bivio, Il treno merci urtava il convoglio passeggeri facendolo deragliare, e causandone il ribaltamento in fondo al terrapieno del binario di interconnessione.
L'urto fu inevitabile e la locomotiva del treno espresso si incuneò tra la locomotiva del treno merci e i carri carichi di tubi di acciaio, deragliando e trascinando con sé nella scarpata sei delle carrozze seguenti. La settima carrozza staccatasi si metteva per traverso spezzandosi mentre si accavallavano i carri pianali del merci. Nella carrozza, la n. 16, trovavano la morte due passeggere mentre rimanevano complessivamente ferite circa 50 persone, tre delle quali gravemente.
L'arrivo dei soccorsi fu tempestivo in quanto l'allarme venne dato da un abitante del posto e sopraggiunsero decine di ambulanze, vigili del fuoco , forze dell'ordine e ferrovieri degli impianti adiacenti. Entro le ore 4:00 erano stati recuperati tutti i viaggiatori coinvolti mentre 35 feriti venivano ricoverati negli ospedali circostanti.

## I treni coinvolti
- Treno espresso 822 Roma-Milano con carrozze di 1ª e 2ª classe, carrozze a cuccette e letti trainato dalla locomotiva elettrica E.656.181[3].
- Treno merci n. 77342 con carri pianali carichi di tubi di acciaio trainato dalla locomotiva elettrica E656.542.

## L'inchiesta
L'inchiesta giudiziaria venne avviata dal Pubblico ministero di Orvieto, Micheli: questi constatata l'evidenza dei fatti ordinò il fermo dei due macchinisti del treno merci. Venne avviata anche una inchiesta delle Ferrovie dello Stato su ordine del Ministro dei Trasporti.